# 第5飛行隊 (航空自衛隊)
第5飛行隊（だい5ひこうたい、JASDF 5th Tactical Fighter Squadron）は、かつて航空自衛隊中部航空方面隊第4航空団隷下にあった戦闘機部隊。F-86F戦闘訓練飛行隊として1957年（昭和32年）に浜松基地で新編され、1958年（昭和33年）に松島基地へ移動し、1971年（昭和46年）に閉隊した。

## 概要
第5飛行隊はF-86F戦闘機を運用する戦闘訓練飛行隊として、1957年（昭和32年）2月1日に、静岡県浜松基地第1航空団隷下として新編された。1958年（昭和33年）2月16日に宮城県松島基地で第4航空団が発足したのに伴って松島基地へ移動し、同年11月1日に第4航空団隷下に編入された。1959年（昭和34年）1月から戦闘機操縦課程教育を開始したが、1960年（昭和35年）7月1日に第4航空団が飛行教育集団から航空総隊中部航空方面隊隷下になったことから第5飛行隊も戦闘訓練飛行隊から戦闘爆撃飛行隊へ改編され、1962年（昭和37年）3月1日から対領空侵犯措置任務を開始した。
1971年（昭和46年）6月30日に第5飛行隊は閉隊し、機材は松島基地に編成された第1航空団松島派遣隊に引き渡された。

## 沿革
- 1957年（昭和32年）2月1日 - F-86F飛行隊として浜松基地の第1航空団隷下にて部隊編成[1]。
- 1958年（昭和33年）11月1日 - 松島基地へ移動し、第4航空団隷下に編入[1]。
- 1959年（昭和34年）1月10日 - 松島基地での戦闘機操縦課程教育開始[1][2]。
- 1960年（昭和35年）10月11日～10月14日 - 航空総隊競点射撃競技会F-86F部門優勝[3][4]。
  - 7月1日 - 第4航空団が航空総隊中部航空方面隊隷下に編入[1]。
- 1962年（昭和37年）3月1日 - 松島基地での対領空侵犯措置任務開始[1]。
- 1965年（昭和40年）5月25日～5月27日 - 航空総隊競点射撃競技会優勝[3][4]。
- 1967年（昭和42年）9月1日～9月8日 - 航空総隊射撃競技会FI（要撃機）部門優勝[4]。
- 1968年（昭和43年）7月29日～8月17日 - 航空総隊射撃競技会FI部門優勝[4]。
- 1971年（昭和46年）6月30日 - 第5飛行隊閉隊[1]。

## 歴代運用機
- 戦闘機
  - F-86F（1957年～1971年）
- 連絡機
  - T-33A（1957年～1971年）